# Chị kế của Lọ Lem
Chị kế của Lọ Lem (tiếng Hàn: 신데렐라 언니; Romaja: Sinderella Eonni) là phim truyền hình Hàn Quốc 2010 với sự tham gia của Moon Geun-young, Chun Jung-myung, Seo Woo và Ok Taecyeon của 2PM 
Biên kịch phim là Kim Gyu-wan, do Kim Young-jo và Kim Won-seok làm đạo diễn, phim được phát sóng trên KBS2 từ 31 tháng 3 đến 3 tháng 6 năm 2010 vào thứ tư và thứ năn lúc 21:55 gồm 20 tập.

## Phân vai
- Moon Geun-young vai Song Eun-jo/Goo Eun-jo[7][8][9]
- Seo Woo vai Goo Hyo-sun
- Chun Jung-myung vai Hong Ki-hoon
- Ok Taecyeon vai Han Jung-woo[10][11] (Moon Suk-hwan vai Han Jung-woo nhỏ)
- Lee Mi-sook vai Song Kang-sook[12] - Mẹ của Eun-jo.
- Kim Kap-soo vai ba của Goo Dae-sung - Hyo-sun và ba kế của Eun-jo
- Kang Sung-jin vai Yang Hae-jin
- Choi Il-hwa vai chủ tịch Hong
- Yeon Woo-jin vai Dong-soo
- Go Se-won vai Hong Ki-jung
- Seo Hyun-chul vai tình yêu thực sự của Kang-sook
- Kim Chung vai mẹ kế của Ki-hoon

## Ratings
| Tập #      | Ngày phát sóng          | Bình quân tỉ lệ người xem | Bình quân tỉ lệ người xem | Bình quân tỉ lệ người xem | Bình quân tỉ lệ người xem |
| Tập #      | Ngày phát sóng          | TNmS Ratings              | TNmS Ratings              | AGB Nielsen               | AGB Nielsen               |
| Tập #      | Ngày phát sóng          | Toàn quốc                 | Vùng thủ đô Seoul         | Toàn quốc                 | Vùng thủ đô Seoul         |
| ---------- | ----------------------- | ------------------------- | ------------------------- | ------------------------- | ------------------------- |
| 1          | 31 tháng 3 năm 2010     | 16.7%                     | 16.2%                     | 15.8%                     | 15.9%                     |
| 2          | 1 tháng 4 năm 2010      | 16.4%                     | 15.8%                     | 14.5%                     | 15.5%                     |
| 3          | 7 tháng 4 năm 2010      | 16.8%                     | 16.4%                     | 16.1%                     | 17.7%                     |
| 4          | 8 tháng 4 năm 2010      | 18.0%                     | 17.3%                     | 17.7%                     | 18.2%                     |
| 5          | 14 tháng 4 năm 2010     | 19.7%                     | 19.1%                     | 19.1%                     | 20.7%                     |
| 6          | 15 tháng 4 năm 2010     | 18.6%                     | 17.8%                     | 18.2%                     | 19.1%                     |
| 7          | 21 tháng 4 năm 2010     | 18.5%                     | 17.8%                     | 17.9%                     | 18.2%                     |
| 8          | 22 tháng 4 năm 2010     | 19.0%                     | 18.6%                     | 18.0%                     | 18.2%                     |
| 9          | 28 tháng 4 năm 2010     | 19.2%                     | 18.8%                     | 18.7%                     | 19.6%                     |
| 10         | 29 tháng 4 năm 2010     | 20.8%                     | 20.6%                     | 19.2%                     | 20.4%                     |
| 11         | ngày 5 tháng 5 năm 2010 | 18.8%                     | 18.4%                     | 18.3%                     | 19.7%                     |
| 12         | 6 tháng 5 năm 2010      | 20.5%                     | 20.3%                     | 19.2%                     | 20.7%                     |
| 13         | 12 tháng 5 năm 2010     | 18.1%                     | 18.4%                     | 17.3%                     | 17.5%                     |
| 14         | 13 tháng 5 năm 2010     | 18.7%                     | 18.4%                     | 16.7%                     | 17.4%                     |
| 15         | 19 tháng 5 năm 2010     | 19.0%                     | 19.1%                     | 17.1%                     | 17.9%                     |
| 16         | 20 tháng 5 năm 2010     | 16.8%                     | 17.1%                     | 14.8%                     | 15.1%                     |
| 17         | 26 tháng 5 năm 2010     | 23.2%                     | 23.8%                     | 20.2%                     | 21.0%                     |
| 18         | 27 tháng 5 năm 2010     | 21.0%                     | 22.1%                     | 19.4%                     | 20.1%                     |
| 19         | 2 tháng 6 năm 2010      | 22.3%                     | 23.6%                     | 20.0%                     | 21.3%                     |
| 20         | 3 tháng 6 năm 2010      | 22.7%                     | 23.7%                     | 19.4%                     | 20.6%                     |
| Trung bình | Trung bình              | 19.2%                     | 19.2%                     | 17.9%                     | 18.7%                     |

## Original soundtrack
1. 너 아니면 안돼 (It Has To Be You) - Yesung of Super Junior
2. 불러본다 (Calling Out) - Luna và Krystal of f(x)
3. 스마일 어게인 - Lee Yoon-jong
4. 너 였다고 - JM
5. 내 사랑을 구해줘! - Pink Toniq
6. 신데렐라언니
7. 미소지으면
8. 보사노바
9. 그때 그 자리에
10. 사랑한다면
11. 뒷동산
12. 마이너 왈츠
13. 느리게 걷기
14. 후회
15. 모정
16. 내 사랑을 구해줘! (bản Rock) - Pink Toniq

## Giải thưởng và đề cử
| Năm  | Giải                             | Thể loại                                        | Người nhận                         | Kết quả   |
| ---- | -------------------------------- | ----------------------------------------------- | ---------------------------------- | --------- |
| 2010 | BGM Cyworld                      | Hall of Fame                                    | "It Has To Be You"                 | Đoạt giải |
| 2010 | 5th Cyworld Digital Music Awards | Song of the Month (April)                       | "It Has To Be You"                 | Đoạt giải |
| 2010 | 25th Golden Disk Awards          | Digital Bonsang                                 | "It Has To Be You"                 | Đề cử     |
| 2010 | 25th Golden Disk Awards          | Popularity Award                                | "It Has To Be You"                 | Đề cử     |
| 2010 | 2nd Melon Music Awards           | Special Song OST Award                          | "It Has To Be You"                 | Đề cử     |
| 2010 | 3rd Korea Drama Awards           | Best Actress                                    | Moon Geun-young                    | Đề cử     |
| 2010 | 3rd Korea Drama Awards           | Best New Actress                                | Seo Woo                            | Đoạt giải |
| 2010 | KBS Drama Awards                 | Top Excellence Award, Actor                     | Kim Kap-soo                        | Đoạt giải |
| 2010 | KBS Drama Awards                 | Top Excellence Award, Actress                   | Moon Geun-young                    | Đoạt giải |
| 2010 | KBS Drama Awards                 | Top Excellence Award, Actress                   | Lee Mi-sook                        | Đề cử     |
| 2010 | KBS Drama Awards                 | Excellence Award, Actor in a Mid-length Drama   | Chun Jung-myung                    | Đề cử     |
| 2010 | KBS Drama Awards                 | Excellence Award, Actress in a Mid-length Drama | Moon Geun-young                    | Đề cử     |
| 2010 | KBS Drama Awards                 | Best New Actor                                  | Ok Taecyeon                        | Đề cử     |
| 2010 | KBS Drama Awards                 | Best New Actress                                | Seo Woo                            | Đề cử     |
| 2010 | KBS Drama Awards                 | Netizens' Award, Actor                          | Ok Taecyeon                        | Đề cử     |
| 2010 | KBS Drama Awards                 | Netizens' Award, Actress                        | Moon Geun-young                    | Đề cử     |
| 2010 | KBS Drama Awards                 | Netizens' Award, Actress                        | Seo Woo                            | Đề cử     |
| 2010 | KBS Drama Awards                 | Popularity Award, Actress                       | Moon Geun-young                    | Đoạt giải |
| 2010 | KBS Drama Awards                 | Best Couple Award                               | Moon Geun-young và Chun Jung-myung | Đề cử     |
| 2011 | 6th Cyworld Digital Music Awards | Best OST                                        | "It Has To Be You"                 | Đoạt giải |
| 2011 | 47th Baeksang Arts Awards        | Best New Actor (TV)                             | Ok Taecyeon                        | Đề cử     |
| 2011 | 47th Baeksang Arts Awards        | Best Screenplay (TV)                            | Kim Gyu-wan                        | Đề cử     |
| 2011 | 47th Baeksang Arts Awards        | Most Popular Actor (TV)                         | Ok Taecyeon                        | Đề cử     |
| 2011 | 47th Baeksang Arts Awards        | Most Popular Actress (TV)                       | Moon Geun-young                    | Đoạt giải |